# Nuoto ai Giochi della XXV Olimpiade - 400 metri stile libero maschili
Hanno partecipato alle batterie di qualificazione 47 atleti: i primi 8 si sono qualificati per la finale A, i successivi 8 invece si sono qualificati per la finale B.

## Finale A
29 luglio 1992
| Posizione | Atleta          | Paese             | Tempo      |
| --------- | --------------- | ----------------- | ---------- |
|           | Evgenij Sadovyj | Squadra Unificata | 3:45.00 RM |
|           | Kieren Perkins  | Australia         | 3:45.16    |
|           | Anders Holmertz | Svezia            | 3:46.77    |
| 4         | Artur Wojdat    | Polonia           | 3:48.10    |
| 4         | Ian Brown       | Australia         | 3:48.79    |
| 6         | Sebastian Wiese | Germania          | 3:49.06    |
| 7         | Stefan Pfeiffer | Germania          | 3:49.75    |
| 8         | Danyon Loader   | Nuova Zelanda     | 3:49.97    |

## Finale B
| Posizione | Atleta              | Paese       | Tempo   |
| --------- | ------------------- | ----------- | ------- |
| 9         | Antti Kasvio        | Finlandia   | 3:50.06 |
| 10        | Paul Palmer         | Regno Unito | 3:51.60 |
| 11        | Sean Kilion         | Stati Uniti | 3:52.76 |
| 12        | Piermaria Siciliano | Italia      | 3:53.05 |
| 13        | C. Marchand         | Francia     | 3:53.24 |
| 14        | Yann de Fabrique    | Francia     | 3:54.37 |
| 15        | M. Podkoscielny     | Polonia     | 3:54.56 |
| 16        | Jure Bucar          | Slovenia    | 3:56.93 |

## Batterie di qualificazione
- Q = Qualificati per la finale A
- q = qualificati per la finale B

| Posizione | Atleta              | Paese             | Tempo     |
| --------- | ------------------- | ----------------- | --------- |
| 1         | Kieren Perkins      | Australia         | 3:49.24 Q |
| 2         | Evgenij Sadovyj     | Squadra Unificata | 3:49.37 Q |
| 3         | Anders Holmertz     | Svezia            | 3:49.95 Q |
| 4         | Stefan Pfeiffer     | Germania          | 3:49.99 Q |
| 5         | Danyon Loader       | Nuova Zelanda     | 3:50.05 Q |
| 6         | Ian Brown           | Australia         | 3:50.12 Q |
| 7         | Sebastian Wiese     | Germania          | 3:50.73 Q |
| 8         | Artur Wojdat        | Polonia           | 3:51.66 Q |
| 9         | Antti Kasvio        | Finlandia         | 3:51.74 q |
| 10        | Paul Palmer         | Regno Unito       | 3:51.93 q |
| 11        | M. Podkoscielny     | Polonia           | 3:52.07 q |
| 12        | Piermaria Siciliano | Italia            | 3:52.32 q |
| 13        | Sean Killion        | Stati Uniti       | 3:52.42 q |
| 14        | Dan Jorgensen       | Stati Uniti       | 3:53.20   |
| 15        | C. Marchand         | Francia           | 3:54.59 q |
| 16        | Jure Bucar          | Slovenia          | 3:55.28 q |
| 17        | Yann de Fabrique    | Francia           | 3:55.66 q |
| 18        | Marcel Wouda        | Paesi Bassi       | 3:55.70   |
| 19        | Massimo Trevisan    | Italia            | 3:56.35   |
| 20        | Zoltan Szilagyi     | Ungheria          | 3:56.68   |
| 21        | Turlough O'Hare     | Canada            | 3:56.70   |
| 22        | Alexei Kudryatsev   | Squadra Unificata | 3:57.07   |
| 23        | Ugur Tarner         | Turchia           | 3:57.64   |
| 24        | Shigeo Ogata        | Giappone          | 3:57.91   |
| 25        | Can Ergenekan       | Turchia           | 3:58.43   |
| 26        | Artur Costa         | Portogallo        | 3:58.80   |
| 27        | Edward Parenti      | Canada            | 3:58.96   |
| 28        | Stephen Akers       | Regno Unito       | 3:58.99   |
| 29        | Richard Tapper      | Nuova Zelanda     | 3:59.71   |
| 30        | Jorge Herrera       | Porto Rico        | 4:00.11   |
| 31        | Nace Majcen         | Slovenia          | 4:00.42   |
| 32        | Seung-Hoon Bang     | Corea del Sud     | 4.00.43   |
| 33        | Masashi Kato        | Giappone          | 4:00.66   |
| 34        | Hisham Al Massri    | Siria             | 4:00.69   |
| 35        | Alejandro Bermudez  | Colombia          | 4:01.66   |
| 36        | Christer Wallin     | Svezia            | 4:02.14   |
| 37        | Jeffrey Ong         | Malaysia          | 4:02.28   |
| 38        | Jarl Melberg        | Norvegia          | 4:03.49   |
| 39        | Ratapong Sirisanont | Thailandia        | 4:07.95   |
| 40        | Gustavo Bucaro      | Guatemala         | 4:11.48   |
| 41        | Luis Medina         | Bolivia           | 4:11.77   |
| 42        | Benoit Fleurot      | Mauritius         | 4:12.05   |
| 43        | Wi Jin Yeo          | Singapore         | 4:13.45   |
| 44        | Helder Torres       | Guatemala         | 4:20.38   |
| 45        | Hussein Al Sadiq    | Arabia Saudita    | 4:21.44   |
| 46        | Jean-Paul Adam      | Seychelles        | 4:40.93   |
|           | Carl Probert        | Figi              | DNS       |